# De nya européerna
De nya européerna var en vandringsutställning som Riksutställningar producerade i samarbete med Arbetets museum i Norrköping. Den bestod av satirteckningar med anknytning till Europapolitiken och tillväxten av EU. De nya européerna producerades under det år som Sverige var ordförandeland i EU, 2001.

## Bakgrund
Initiativet till De nya européerna kom från Arbetets museum, journalisten Åke Olsson och Eva Persson, som i början av oktober 1999 tog formell kontakt med Riksutställningar för att lägga fram utställningsförslaget De nya européerna. En av målsättningarna med utställningen var att visa hur europeiska, tongivande satirtecknare beskrev utvecklingen inom EU och Europa. Det handlade också om att visa hur satiren speglade händelser och villkor som präglade den europeiska gemenskapen, förklarade Riksutställningar:
/.../Ambitionen är också att kunna visa den aspekt av satirerna som speglar europeiskt liv under årtiondet, arbete och arbetslöshet, flyktingar och invandrare, välfärdsfrågor, hälsa, miljö, sex och samlevnad. Utställningen är tänkt att utgöra ett ”subversivt” inslag vid sidan av de mer glansfulla evenemangen i samband med ordförandeskapet./.../

## Tema
Temat kan enkelt beskrivas som en opolerad drift med makthavare och händelser i Europa i slutet av förra seklet, i form av satirteckningar med text. Så här beskrevs projektet i en bilaga till brevet från Arbetets museum:
De nya européerna är en till formatet liten vandringsutställning, som enligt vår mening skulle kunna ge t ex besökare på bibliotek en kick och några härliga skrattsalvor./.../
Åke Olsson var den som hade samlat ihop de teckningar som låg till grunden för den tänkta utställningen. Han berättade så här om uppslaget och utställningsförslaget:
Sedan några år tillbaka har jag samlat satirteckningar från Europa med avsikt att i samarbete med Eva Persson göra en utställning./.../Teckningarna är i huvudsak hämtade från dagstidningar och nyhetsmagasin och omspänner hela 1990-talet. För närvarande är fjorton länder representerade i samlingen./.../Uppbyggnaden av EU har dominerat det politiska livet i de flesta länder i Europa under 90-talet, och därmed befunnit sig i centrum även för satirtecknarnas intresse. Det är därför naturligt att Europafrågan kommer att spela en stor roll i utställningen. Ambitionen är dock att med hjälp av satirerna även ge uttryck för andra aspekter av livet/.../Självfallet ska satirteckningen framför allt betraktas som en kommentar till dagspolitiken; smädande och sårande för dem som drabbas men mottagen med igenkännandets bitterljuva leende, eller råa flatskratt, av alla andra. Satirteckningen har tillkommit för att hatas eller älskas. Men den goda satirteckningen är något mer än så: den avslöjar särarter och mentala tillstånd inte bara hos individer utan även mellan nationer./.../

## Produktion
Utställningsförslaget till De nya europeerna bestod av mellan 50 och 70 teckningar från närmare 50 olika tecknare från 10 till 15 europeiska länder. Utställningen skulle rymmas på en yta av 15 kvadratmeter i ett slutet rum i form av en kub, som skulle ställas upp i varje visningslokal. Tanken med kuben var att den skulle skildra Europa som en slags fasadbygge, där utsidan var tillrättalagd jämfört med insidan. Utanpåverket skulle ge ett intryck av perfektion, prydligt målat i blått och dekorerat med gula stjärnor på ett vis som skulle påminna besökaren om EU. Interiören däremot var opyntat rå och omålad med synliga detaljer av ohyvlat trä.
/.../En sådan råhet skulle passa inte bara satirernas innehåll utan också den form i vilken de presenterades, nämligen xeroxkopior, färg och svartvitt, klistrade direkt på boarden./.../
Satirteckningarna i De nya europeerna var gjorda under 1990-talet och anknöt till etniska förändringar i Europa och uppbyggandet av EU. Teckningarna var i huvudsak hämtade ur dagstidningar och nyhetsmagasin och togs direkt ur de sammanhang där de hade varit publicerade. Ursprungstexterna behölls men översattes till svenska. Utställningen var i första hand riktad till bibliotek och folkets huslokaler. I andra hand skulle De nya europeerna erbjudas länsmuseer och mindre museer. Produktionen av utställningen skulle starta i slutet av augusti 2000 och vara klar i december samma år, innan ett svenskt ministermöte ägde rum i Norrköping i januari 2001. Den uttalade målsättningen med utställningen var att försöka få den visad på orter som fick ministermöten i samband med Sveriges ordförandeskap i EU.

### Tecknarna
Här följer några av de tecknare som deltog med verk i De nya europeerna. Tecknarna nämns i den ordning de kommer i Riksutställningars förteckning över deltagande tecknare.
- Constantin Sunnerberg, Belgien.
- Bob Katzenelson, Danmark.
- Roald Als, Danmark.
- Jørgen Saabye, Danmark.
- Bo Bojesen, Danmark.
- Poul Holck, Danmark.
- Ellis Nadler, England.
- S. McMurtry, England.
- Peter Brooks, England.
- David Simonds, England.
- Pancho, Frankrike.
- Pétillon, Frankrike.
- Cabu, Frankrike.
- Renald Luzier, Frankrike.
- Honore Philippe, Frankrike.
- Serguei Goizavskas, Frankrike.
- Plantu, Frankrike.
- Jiho, Frankrike.
- Brigitte Schneider, Tyskland.
- Henrik Dorgathen, Tyskland.
- Fritz Belwendt, Nederländerna.
- Haitzinger Horst, Tyskland.
- Gerhard Haderer, Österrike.
- Burkhard Fritsche, Tyskland.
- Nel Ioan Cozacu, Tyskland.
- Lothar Otto, Tyskland.
- Robert Leuchte, Tyskland.
- Kalaitzis Iannis, Grekland.
- Stefan Verwey, Nederländerna.
- Inge Grødum, Norge.
- Vidar Eriksen, Norge.
- Andrzej Mleczko, Polen.
- Patrick Chappatte, Schweiz.
- Juan Gonzalez Lopez, Spanien.
- Miroslav Barták, Tjeckien.
- Borislav Stankovic-Stabor, Jugoslavien.
- Wolfgang Ammer, Österrike.
- Francesco Tullio Altan, Italien.
- Erkki Kuusanmäki, Finland.
- Lehoczki István, Ungern.
- Marabu/Róbert László Szabó, Ungern.
- Ronald Searle, Frankrike.
- Lars Hillersberg, Sverige (Gnesta).
- Robert Nyberg, Sverige (Farsta).
- Jesper Waldersten, Sverige (Stockholm).
- Kerold Klang, Sverige (Stockholm).[8]

### Produktionsgruppen
- Idégivare: Eva Persson, Åke Olsson.
- Utställningsansvarig: Mats Brunander.
- Turnánsvarig: Anita Andersson Sollenberg.[2]

## Turné

### 2001
- Norrköping, Konsert- och kongresshuset Louis de Geer 20/1-18/2.
- Umeå, Umeå stads- och länsbibliotek 26/2-25/3.
- Malmö, Malmö stadsbibliotek 7/4-28/4.
- Eskilstuna, Eskilstuna stadsbibliotek 9/5-3/6.
- Göteborg, Göteborgs stadsbibliotek 13/6-29/7.[10]
- Orsa, Carrfourkontoret i Orsa (Dalagatan 1) 6/8-26/8.[11][12]
- Södertälje, Torekällberget 1/9-30/9.
- Karlstad, Stadsbiblioteket Karlstad 8/10-18/11.[13]

### 2002
- Östersund, Komvux Östersund, Österängsskolan 26/11-20/1.[11][13]
- Västerås, Västmanlands läns museum 28/1-10/3.[14]

## Reaktioner
Dagens Nyheter, 2001-01-10:
Satirtecknare. Något kul måste dom ju ha, EU-politikerna. Det får de med "den dåliga smakens konstart", som Lars Hillersberg kallat den tecknade satiren, vars gift han själv spritt på svenska tidningssidor de senaste decennierna. Ett exempel: hans bankrån, där bank och rånare är lika goda kålsupare, finns med på utställningen "De nya européerna. Satirer från Europa 1990-2000" som öppnas i Norrköping lagom till första EU-ministermötet i Sverige. Riksutställningar och Arbetets museum har administrerat och finansierat detta kulturinslag. Femtio tecknare från 18 länder är representerade med 60 satirer om företeelser i vårt enade Europa. Idén, urvalet och gestaltningen är journalisten Åke Olssons och utställningsproducenten Eva Perssons. – Det är omöjligt att tänka sig en EU-positiv satir, dess uppgift är inte att behaga, säger Åke Olsson. Tvärtom skall den vara polemisk, gärna sårande och kränkande för den konventionella smaken. Bristen på salongsmässigt uppförande bör inte uppfattas enbart som en följd av dålig uppfostran. Satirikern kan ses som en moralist som avtäcker samhällets och människors ruttenhet för att öppna våra ögon. – Tecknaren gråter när han utför sitt tunga värv, lovar Olsson. Han tillägger: Den som drabbas ruvar på hämnd, vi andra skrattar. Åke Olsson har samlat på satirer under sina resor i Europa och hittat de flesta i favoritlandet Frankrike, vars dags-, vecko- och satirpress han följt. Däremot medger han att materialet från öst är klent. – Underrepresenterat av språkliga skäl. En annan obalans är att 49 män och 1 kvinna bidrar. Utställarnas försvar är att även om det finns många talangfulla kvinnliga tecknare ägnar de sig inte åt satir. – Kan det vara så enkelt att kvinnor är mindre elaka än män, frågar sig Olsson.
Norrköpings Tidningar, 2001-01-17:
/.../Snart får Åby vårdcentral som hyst in sig i konferenssalen Kvarnen maka på sig: EU kommer till lilla Norrköping. Men det enda iögonenfallande som tyder på detta är en EU-blå logga med optimistiskt många gula stjärnor som lyser emot mig på långt håll. Det visar sig vara ingången till den kub som rymmer utställningen De nya européerna, ett urval satirteckningar från 18 europeiska länder, placerade i knähöjd och uppåt. Utställningen är producerad av Arbetets museum och Riksutställningar med anledning av Sveriges EU-ordförandeskap. Satirerna tar inte bara upp EU-frågor, utan allmänna tendenser i samtiden. Det är en klart manlig dominans bland tecknarna, vilket kanske förklarar förekomsten av flera Viagraskämt, sex, prostitution och homosexualitet. Invandring är en annan kär fråga. Dansken Kaj C tecknar vällustigt ett muslimskt Köpenhamn, såsom det målas upp av danska invandrarfientliga politiker. Däremot finns det inte en enda teckning som berör galna ko-sjukan. Är ämnet för allvarligt att skämta om eller är det en blind fläck i journalisten Åke Olssons urval? Andra teckningar diskuterar hur EU befäster sina yttre gränser, till exempel hur Berlinmuren återuppförs i havet utanför den spanska Medelhavskusten./.../Svenska bidrag står Jesper Waldersten, Robert Nyberg, Lars Hillersberg och mycket underskattade Kerold Klang för. De två sistnämnda tar upp den svenska specialgrenen jämställdhet. /.../Men frågan är om Ingela Thalén, som inviger utställningen är beredd att böja sig för att ta del av denna drift med svensk samhällsdebatt. Jag misstänker att det är ganska få av ministrarna som kommer att lägga sig på knä för att få förmånen att se sig själva i den narrspegel satiren erbjuder. Jag misstänker att de i stället kommer att sitta fastnaglade vid sina sammanträdesbord. Efter det att EU-sällskapet dragit vidare, kommer utställningen att visas för medborgare utan pressackreditering. Det sker på Arbetets museum fram till den 18 februari.
Sydsvenska Dagbladet, 2001-01-17:
De ska vara elaka som finnar i baken. Samtidigt ska de vara samhällets moralister, som tar temperaturen på världens tillstånd. I utställningen ”De nya européerna” står satiren av EU i fokus. Utställningen premiärvisas på Sveriges första EU-ministerrådsmöte i Norrköping i helgen och är resultatet av journalisten Åke Olssons största passion. – Jag har varit intresserad av satiren hela livet. Den säger någonting som inte går att säga på något annat sätt – den kombinerar enastående elakhet som man kan skratta åt med en berättelse om samtiden. Han har slumpvis klippt och rivit EU-satirer ur europeiska dagstidningar och nyhetsmagasin och funnit teckningar om åldrande, mutor, Viagra, homosexualitet, kloning, mobiltelefoni och jämställdhet. – Ett ämne som ständigt återkommer är det stora EU och den lille mannen. Byråkratin mot folket. Det handlar ofta om mutor och grabbar som borstar varandra på ryggen. Ett annat hett ämne är invandring. – Många beskriver flyktingars utsatthet och gränserna. EU som en ointaglig fästning. Bland de totalt 50 tecknarna från 18 länder finns det några få svenskar. Åke Olsson hade gärna sett fler – och värre – alster. – De kunde vara litet elakare. Ofta är de litet för sofistikerade. Ju taskigare, desto bättre. Det är just därför Åke Olsson är så nöjd med tajmningen; utställningen turnerar genom landet när Sverige är ordförandeland i EU. När regeringen håller högtidstal kring unionen ska utställningen vara smolk i glädjebägaren. – Jag hoppas att någon av ministrarna lämnar in en anmälan om ärekränkning till Norrköpings tingsrätt. Det skulle vara hemskt roligt, säger Åke Olsson.
Aktuellt i Politiken, 2001-02-05:
Den dåliga smakens konstart; satiren, visas på en vandringsutställning med anledning av Sveriges ordförandeskap i EU. Syftet är att kränka, gärna såra den politiska eliten medan andra kan skratta igenkännande. Med anledning av att Sverige är EU:s ordförandeland har Riksutställningar i samarbete med Arbetets museum i Norrköping producerat utställningen De nya européerna. Det är satirer från Europa under tiden 1990-2000. Teckningarna kommer från dagstidningar och magasin i 18 länder och visar på utvecklingen av EU under det gångna decenniet. Frankrike och England dominerar men det finns även teckningar från några öststatsländer./.../Eftersom satirens uppgift inte är att behaga, utan tvärtom att vara polemisk, gärna sårande och kränkande för den konventionella smaken så är det omöjligt att tänka sig en EU-positiv satir. Det säger Åke Olsson, som gjort urvalet av teckningarna. Eva Persson har stått för gestaltningen av utställningen. Deras förhoppning är att utställningen visar hur tongivande satirtecknarna beskriver utvecklingen inom EU och Europa. För närvarande visas bilderna på Arbetets museum. Men de fanns på plats i Norrköpings kongressal när EU:s jämställdhetsministrar träffades. Under året kommer teckningarna att turnera i ministerrådsmötenas fotspår./.../ – Samma debatt har förts i flera länder, det ser man på satirerna. Viagra och kloning finns med på många av bilderna. Genmanipulerad mat finns också med, säger Felicia Eriksson, informationschef på Arbetets museum. Det förekommer inte många politiker i utställningen. Tanken är att bilderna ska förstås av alla, även utan att texten översätts. Bilderna visas dock på originalspråk och det finns en svensk översättning med./.../– Satiren är en färskvara./.../säger Felicia Eriksson och pekar på att satiren är en kommentar till dagspolitiken. – Den här utställningen kommer nog att hålla i max ett år, tror hon. Flyktingarnas situation uppmärksammas på flera bilder. En teckning visar en tjock mur i Gibraltar som flyktingarna inte kan ta sig över. På muren står ett plakat: donerad av staden Berlin. En annan teckning visar hur svårt det är för icke-europeer att ta sig igenom immigrationen. Eftersom uppbyggnaden av EU har dominerat det politiska livet i de flesta Europeiska länder under 1990-talet har satirtecknarna fått ett tacksamt material att smäda och såra den politiska eliten med./.../
Lars Hillersbergs deltagande i utställningen väckte reaktioner och ledde till debatt i flera av landets dagstidningar. Lars Hillersberg anklagades bland annat för att vara antisemit och nazist och för att inte vara lämplig att representera Sverige i en internationell utställning.
- Upsala Nya Tidning, ledare, 2001-01-12:

Lars Hillersberg är en tecknare som specialiserat sig på råa karikatyrer av judar, med illustrationerna i det bekanta tyska nazistiska propagandabladet Der Stürmer som förlaga. Ett stort antal återfanns i den beryktade tidningen Puss som utgavs 1968-1973. 1990 illustrerade Hillersberg omslaget till boken Judisk häxprocess i Sverige, utgiven av den uttalade Hitlerbeundraren Ahmed Rami, ansvarig för den antisemitiska närradiostationen Radio Islam och dömd till fängelse för hets mot folkgrupp. Om det är det antisemitiska budskapet i sig eller en allmän lust att provocera som gör att Hillersberg just nu tycks omhuldas extra mycket i delar av det svenska kulturetablissemanget är inte lätt att säga. Strax före jul tilldelades han ett statligt konstnärsstipendium på livstid. Sådana stipendier utdelas av regeringen efter förslag av Konstnärsnämnden. Enligt statuterna kan man få dem ”för konstnärlig verksamhet av hög kvalitet och stor betydelse för svenskt kulturliv”. Konstnärsnämnden får antas ha vetat vad den gjorde. Tillräckligt många av dess ledamöter måste tydligen anse att en antisemit som aktivt samarbetar med nazister gör insatser av stor betydelse för svenskt kulturliv./.../Nu visar det sig att Hillersberg också skall ingå i en grupp europeiska satirtecknare vilkas alster under det svenska ordförandeåret i EU skall turnera runt till olika platser i Sverige. Initiativet kommer från Riksutställningar och Arbetets museum i Norrköping./.../Om Hillersberg kommer att representeras av antisemitiska propagandateckningar eller av något annat visar sig så småningom  – risken måste, givet Hillersbergs hittillsvarande produktion, anses vara betydande och Hillersberg själv har aldrig tagit avstånd från sina övertramp. Har Riksutställningar ens funderat över frågan? Ingen vet./.../Samma månad som Sverige och regeringen är värdar för den andra Stockholmskonferensen om förnekandet av Förintelsen bidrar två viktiga kulturinstitutioner till att ärerädda en antisemitisk propagandist. När Sverige i övrigt samlar kraft för att bemöta den antisemitiska och nazistiska propagandaoffensiven i vårt land blir en av dess företrädare svensk representant i en europeisk teckningsutställning. Riksutställningar har samma rätt som Konstnärsnämnden att skämma ut sig. Men det är inte obligatoriskt för museer och bibliotek att samarbeta med Riksutställningar.
- Gefle Dagblad, ledare, 2001-01-13:

”Att vara jude, det är redan en provokation... Den judiska makten är som en cancer, en aids... Det ligger i judendomens hela kynne att fräta sönder, inifrån uppluckra och förbränna... Jag välkomnar, jag välkomnar en ny Hitler...” Dessa uttalanden är bara några exempel på den antisemitiska propaganda som Ahmed Rami spred via sin närradiostation Radio Islam i Stockholm under 1980-talet. Två gånger fälldes Rami i domstol för hets mot folkgrupp, först i tingsrätten 1989 och sedan i hovrätten 1990. Straffet blev sex månaders fängelse. Bilden till vänster är omslaget till Ramis hatskrift ”Judisk häxprocess i Sverige” (1990), som behandlar det mycket uppmärksammade rättsliga förfarandet mot författaren. Teckningen på omslaget, där en figur som tydligen skall representera Rami korsfästs av tre personer smyckade med judiska Davidsstjärnor, är utförd av Lars Hillersberg. Denne man bistod även med antisemitiska karikatyrer till Ramis tidigare bok ”Israels makt i Sverige”. Hillersberg hade också i den vänstersatiriska tidskriften Puss (utkommen 1968-1973) bidragit med åtskilliga råa teckningar med antijudiska motiv. Trots detta har, som GD tidigare uppmärksammat, Kulturdepartementet strax före jul belönat Hillersberg med en statligt garanterad konstnärslön på livstid. Nu skall även Hillersberg få äran att representera Sverige i en utställning av europeiska satirteckningar, som skall visas på olika platser i landet under den svenska ordförandeperioden i EU. Initiativtagare är Riksutställningar och Arbetets museum. Några skrupler mot att befatta sig med denne antijudiska propagandist har uppenbarligen inte heller de./.../
- Svenska Dagbladet, kommentar, 2001-01-15:

/.../Det obehagligaste krav som Konstnärsnämnden kan råka ut för är kravet på politisk och moralisk korrekthet hos de belönade konstnärerna. Det kravet har nu ställts, sedan Konstnärsnämnden strax före jul föreslog regeringen att den föga välbärgade satirtecknaren Lars Hillersberg efter många års verksamhet skulle belönas med en s k inkomstgaranti på cirka 180 000 kronor om året (vilket innebär att han inte får ett öre om han skulle tjäna mer än detta rätt blygsamma belopp). Förslaget motiverades av att Hillersberg sedan 60-talet framstår som en av de konstnärligt mest briljanta inom sin speciella genre, undergroundkonsten, som ofta går ut på att provocera genom grovt och obscent gyckel med kända makthavare./.../Javisst, en del av Hillersbergs nidbilder knyter onekligen på ett upprörande sätt an till den antisemitiska traditionen från Hitlertidens ”Der Stürmer”, men detta innebär ju inte att han själv är nazist./.../Men även om det skulle kunna påvisas att Hillersberg gjort sig skyldig till rasistiska övertramp, motiverar detta inte att man tar ifrån honom hans inkomstgaranti eller att man inför krav på att konstnärsbelöningar skall ges till konstnärer som bedömts vara politiskt korrekta. Principen om konstens frihet innebär att man ibland för stå ut med konstyttringar som bryter mot s k god smak och anständigt uppförandet och även mot demokratins principer. Och det vore helt orimligt om en statlig myndighet som Konstnärsnämnden skulle tvingas agera åsiktspolis.

## Ekonomi
Budget för De nya europeerna:

### 2000
- Produktion: 199 350 kronor.

### 2001
- Produktion: 86 000 kronor.
- Turné:  31 500 kronor.
- Marknadsföring: 63 500 kronor.[22]

De lokala utställarna betalade mellan 3 000 och 6 000 kronor för att få visa vandringsutställningen De nya europeerna.